# プリンシパルの君へ/ドラゴンドッグ
『プリンシパルの君へ/ドラゴンドッグ』（プリンシパルのきみへ/ドラゴンドッグ）は、ジャニーズWESTの9枚目のシングル。2018年3月7日にジャニーズ・エンタテイメントから発売。

## 概要
- 作詞・作曲をHoneyWorksが務める。
- 前作「僕ら今日も生きている/考えるな、燃えろ!!」から約4か月ぶり及び2017年6月21日発売の「おーさか☆愛・EYE・哀/Ya! Hot! Hot!」から3作連続で両A面シングルとなる。

- 初回盤A・B、通常盤の3種類で発売となり、それぞれ収録内容・ジャケット写真ともに異なる。

- 表題曲「プリンシパルの君へ」は、メンバーの小瀧望出演 東宝映画『プリンシパル〜恋する私はヒロインですか?〜』のオープニング主題歌であり、[1]2017年12月22日に映画の予告映像とともに楽曲が解禁され、[2]2018年1月3日からのコンサートツアー『ジャニーズWEST LIVE TOUR 2018 WESTival』にて初披露された。[3]

- また、同じくリリース前に上記コンサートで披露された[4]表題曲「ドラゴンドッグ」は、メンバーの藤井流星・濵田崇裕主演 日本テレビ系シンドラ『卒業バカメンタリー』の主題歌である。[1]ミュージック・ビデオには、ドラマの役に扮した2人が登場する。[5]

- 初回盤A・Bには、オリジナル・カラオケ2曲を収録。

- 初回盤Aには、「プリンシパルの君へ」のMusic Clip & Makingを収録。

- 初回盤Bには、「ドラゴンドッグ」Music Clip & Makingを収録。

- 通常盤には、カップリング曲「青空願ってまた明日」「初恋」を収録。[1]

## 先着購入特典

### 初回盤A
1. ミニポスターA(B3サイズ)

### 初回盤B
1. ミニポスターB(B3サイズ)

### 通常盤
1. ミニポスターC(B3サイズ)

## 封入特典

### 初回盤A・B
1. 2面4Pジャケット

### 通常盤
1. 3面6Pジャケット

## 収録曲

### CD

#### 通常盤
1. プリンシパルの君へ
作詞・作曲：HoneyWorks, 編曲：CHOKKAKU
  - 小瀧望主演 映画「プリンシパル
〜恋する私はヒロインですか？〜」主題歌
2. ドラゴンドッグ
作詞：Shusui, 作曲：Shusui / Josef Melin, 編曲：Josef Melin
  - 藤井流星・濵田崇裕主演 日本テレビドラマ「卒業バカメンタリー」主題歌
3. 青空願ってまた明日
作詞：MORISHIN / Komei Kobayashi, 作曲：川口進 / MORISHIN / 佐原康太, 編曲：ha-j
4. 初恋
作詞：MiNE, 作曲：川口進 / MiNE, 編曲：川口進

#### 初回限定盤A
1. プリンシパルの君へ
2. ドラゴンドッグ
3. プリンシパルの君へ（オリジナル・カラオケ）
4. ドラゴンドッグ（オリジナル・カラオケ）

#### 初回限定盤B
1. ドラゴンドッグ
2. プリンシパルの君へ
3. ドラゴンドッグ（オリジナル・カラオケ）
4. プリンシパルの君へ（オリジナル・カラオケ）

### DVD

#### 初回限定盤A
1. 「プリンシパルの君へ」Music Clip & Making

#### 初回限定盤B
1. 「ドラゴンドッグ」Music Clip & Making